# Kingston Technology
A Kingston Corporation egy John Tu által 1987-ben alapított, kaliforniai memóriamodul-gyártó, magántulajdonban lévő, multinacionális cég. Többnyire memória- és flash-termékeket, többek között merevlemezeket (HDD, SSD) és fizikai memóriákat (RAM) gyárt. A világ legnagyobb független memóriagyártó vállalata, jelenleg a független DRAM-modul-gyártók piaci részesedésének 59%-át birtokolja. 
Első magyarországi disztribútora az Inter Crown Europe.
1990-től a cég belefogott az első nem memóriai terméksorozatába, a processzor felújításba.1992-ig a céget besorolták #1 Inc. az Amerikában levő leggyorsabb-növekvő magánkézben levő vállalatként.A vállalat azzá bővült ki, hogy hálózatot, és tárolóterméksorozatok epített  és bemutatta DataTravel és DataPack hordozható termékeket. 1994 szeptemberében Kingston ISO 9000 lett hiteles az első értékelő kísérletén.
Kingston Münchenben nyitott meg egy fiókirodát, hogy az európai elosztóinak és vevőinek műszaki támogatást és marketingképességeket tudjon nyújtani.
1995 októberében a vállalat csatlakozott a Billion-Dollar Club-hoz. Miután a vállalat 1995-ös eladásai 1.3 milliárd dollárt múltak felül, a hirdetések megjelentek kereskedelmi publikációkban és The Wall Street Journalban miközben köszönetet mondtak a vállalat szállítóinak és elosztóinak.
1996. augusztus 15-én a SoftBank Corporation of Japan szerezte Kingston 80 százalékát egy 1.8 milliárd dolláros összegért. Ugyanaz év novemberében, a Kingston és a Toshiba co-Toshiba PC memóriafeljavításokat vitt piacra - az az első alkalom, ami egy PC OEM-nek és egy memóriagyártónak volt, összeállt hogy alkosson, egy co-márkás modul. 1999-ben Tu és Sun végül visszavásárolták, a Kingston azt a 80 százalékát amit a Softbank birtokolt (450 millió dollárért).
1996. december 14-én John Tu és David Sun a megszerzésnek eredményeképpen 100 millió dollár bónuszt utaltak ki a dolgozóknak,ami atlagban 130,000 dollart jelentett fejenként a cég 550 alkalmazottjának.

## A 2000-es évek
2000 júniusában Kingston bejelentett egy új ellátási láncmenedzsmentmodellt a memóriagyártás-eljárásába. Payton Technology Inc.-t megalapították hogy segítsen támogatni ezt az új modellt.
2002-ben Kingston elindított egy szabadalmaztatott memóriatesztelőt és egy új HyperX sor nagyelőadású memóriamodult, és szintén szabadalmaztatta EPOCot chip-kazalba rakó technológia. Augusztusban abban az évben Kingston csinált egy 50 millió dolláros befektetést Elpidába és modulgyártásért indított el egy zöld kezdeményezést.
2004-ben a Kingston bejelentette a 2003-as 1,8 dolláros bevételt. Szeptemberben a Kingston új DataTraveler Elite USB meghajtókat jelentett be a hardveres titkosítással. Októberben az Advanced Micro Devices nevű Kingston "kiemelkedő partner" az AMD Athlon 64 és az Opteronelindításához. A Kingston 2004-ben 2,4 milliárd dolláros árbevételt ért el. Májusban a Kingston az Intel alapú kiszolgálók számára jóváhagyott ValueRam modulokat vezetett be. A vállalat később amerikai membránnyilatkozatot kapott egy dinamikus írógépen a szerver memóriájára. Bejelentették továbbá a 26 millió dolláros befektetést Tera Probe-ben, a világ legnagyobb és legnagyobb lemezvizsgáló cégének.
Megnyitották a világ legnagyobb memóriamodul gyártó létesítményét Sanghajban, Kínában is. 2006-ban a Kingston 3,0 milliárd dolláros bevételt ért el .
Márciusban a Kingston bemutatta az első teljesen biztonságos 100% -os privát USB meghajtót 128 bites hardveres titkosítással és később 256 bites hardveres titkosítással.A cég szintén elindította a Fully Buffered Dimms (FBDIMM-eket), amelyek megtörték a 16 GB-os gátat. A cég belépett a hordozható médiapiacra a KPEX (Kingston Portable Entertainment eXperience) szolgáltatással.
2008-ban a Kingston 4,5 milliárd dolláros árbevételt ért el. Az augusztusban az Inc.com "Top 100 Inc. 5000 cégek" a Kingston #2 mind a bruttó dollárban, mind a teljes bevételben rangsorolta.
2012-ben a Kingston 25 évet ünnepelt a memóriaiparban. Az iSuppli a kilencedik egymást követő évben a világ egyik legnagyobb számú memóriamodul gyártója lett a Kingston számára. A Kingston 10 éves HyperX játékmemóriát ünnepelt. A Kingston kiadja a HyperX márkájú SSD meghajtókat, és kiadja az első Windows-hoz Go USB meghajtót. Forbes felsorolja a Kingstont a "500 legnagyobb magánvállalat az USA-ban" című listáján a 48-as számú Gartner Research a Kingston # 1 USB gyártója a világon.
2012-ben a Kingston 25 évet ünnepelt a memóriaiparban, 10 éves HyperX játékmemóriát.A Kingston kiadja a HyperX márkájú SSD meghajtókat, és kiadja az első Windows-hoz Go USB meghajtót.
2013-ban a Kingston a leggyorsabb, világszerte legnagyobb USB 3.0 flash meghajtót szállítja a DataTraveler HyperX Predator 3.0-mal, amely akár 1 TB-ig is elérhető. A Kingston elindítja az intelligens telefonok és tabletták tárolótermékeinek MobileLite vezeték nélküli olvasóvonalát.

## Díjak és elismerések
Az iSuppli (IHS) 12 egymást követő évben a vilag egyik legnagyobb memóriamodul gyártójának szavazta meg a Kingston Corporation. 2007-ben az Inc. a Kingston Corporation alapítóit az Inaugural Distinguished Alumni Goldhirsh díjjal jutalmazta.
2006 szeptemberében a Kingston megkapta az Intel "Kiváló Beszállítói Díjat az FB-DIMM termékek kiemelkedő támogatására, minőségére és időben történő kiszolgáltatására.
2003 áprilisában a Kingston megkapta  "Diverse Supplier Award for Best Overall Performance" díját a Delltől.
A legnagyobb privát amerikai cégek ranglistáján, a Kingston az 51. helyet foglalja el. A HyperX terméksorozatot  a profi gémerek több mint 20%-a használja.

## HyperX szponzorálás és eSport csapatok
- Alsen
- AT Gaming
- Cloud 9
- Counter Logic Gaming
- CNB e-Sports Club
- Echo Fox
- eSuba
- H5.Gaming.Dota.Cebu
- HWA Gaming
- Infinity eSports
- Isurus Gaming
- K1ck
- KaBuM! Orange
- LGD Gaming
- Team Liquid
- Lyon Gaming
- Mineski Dota
- Machi Gaming
- Team MILLENIUM
- Natus Vincere
- No Mercy
- Team Quetzal
- Revenge E-sports
- RoX KIS
- SK-Gaming
- Team SoloMid

## Termékek
- Számítógép-Rendszerspecifikus memóriafrissítések, ValueRam a rendszerépítők és az OEM-k számára.
- Digitális audio lejátszók - K-PEX 100 , Mini-Secure Digital, Mikro-Secure Digital, MMC
- Flash memória - mint például a Secure Digital , a Compact Flash , azUSB flash meghajtók , a szilárdtestalapú meghajtók és más formájú tényezők
- Gamer - HyperX memória, fejhalgatok, billentyűzetek és egérpadok.
- Mobiltelefonok - Mini-Secure Digital, Micro-Secure Digital, MMC
- Nyomtató - LaserJet memória, Lexmark nyomtató memória stb
- Szerver - Memória mind a márkázott (pl. IBM, HP stb.) És a nem-márkás fehér box szerverek (ValueRAM, Premier Server)
- Vezeték nélküli tárolási termékek - Wi-Drive vezeték nélküli tároló és MobileLite vezeték nélküli olvasók
- Fejhallgatók - HyperX Cloud, HyperX Cloud II, HyperX Cloud Core, HyperX Cloud Revolver, HyperX Cloud Revolver S, HyperX CloudX, HyperX Cloud Alpha, HyperX Cloud Flight
- Billentyűzetek - HyperX Alloy FPS
- Egérpadok - HyperX Fury Pro Gaming Mousepad